# Войнар, Мелетий
Войнар, Мелетий (15 октября 1911 — 22 июля 1988) — католический священник, церковный историк, педагог. Родился в селе Боск (сейчас Польша, Санокский повят).
В 1929 вступил в монашеский орден (чин) святого Василия Великого. В 1931 году принёс первые монашеские обеты. 16 октября 1938 г. рукоположен в священники владыкой Григорием Лакотой в Перемышле. В эмиграции с 1944 г. Учился в Григорианском папском университете в Риме, где в 1947 защитил докторскую диссертацию по каноническому праву. Изучал в Священной Римской Роте процессуальное право, в Священной Конгрегации Собора — административное право, в Восточном Папском Институте — каноническое право восточных церквей. Во время Второй мировой Войны был выслан на восточный фронт переводчиком итальянского.

## Переезд в США и преподавательская деятельность
В 1947 году переезжает в США и становится профессором студентов-базилиан в городе Глен-Ков, штат Нью-Йорк. Обучает их этике и каноническому праву, также становится советником Филадельфийского Апостольского экзархата. С 1953 г. — вице-ректор Украинской папской коллегии св. Иосафата. Преподавал восточное католическое право в Католическом университете (Вашингтон). Разработал для папской Комиссии по редакции восточного канонического права эпистолярное наследие Папы Иннокентия IV (1243-54) и Папы Александра IV (1254-61). Автор работ по истории церковного права, монашеского ордена базилиан, в том числе трудов «Управа украинских Базилиан» (Рим, 1949; латынь); «Базилианские капитулы» (Рим, 1954; латынь); «Протоархимандрит Василиан (1617—1804)» (Рим, 1958; латынь).
Умер в городе Глен-Ков, в штате Нью-Йорк (США).

## Сочинения
- De Regіmіne Basіlіanorum Ruthenorum a Metropolita. Joseph Velamin Rutskyj instauratorum. — Roma, 1949 — докторская диссертация.
- De Capіtulіs Basіlіanorum. Roma, 1954;
- Базилиане в украинском народе (укр. Василіяни в українськім народі) Рим, 1955;
- Корона Данила в политико-правовой структуре Востока (Византии) (укр. Корона Данила в правно-політичній структурі Сходу (Візантії)). «ЗНТШ», 1955, т. 164;
- De Protoarchіmandrіta Basіlіanorum (1617—1804). Roma, 1958.
- Церковный устав Ярослава Мудрого // Сучасність, № 06 (338), 1989. — С. 56-63.